# Claus Gebauer
Claus Gebauer (* 15. September 1960) ist ein ehemaliger deutscher Fußballspieler. 

## Karriere

### Im Verein
Gebauer spielte in der Jugend des MSV Duisburg. Als A-Jugend-Spieler schaffte er, zusammen mit den späteren Profispielern Franz-Wilhelm Brings, Franz-Josef Steininger und Jürgen Ulitzka, den Einzug in das Finale um die deutsche Meisterschaft 1977/78. Gegner war der FC Hertha 03 Zehlendorf, für den im Finale der spätere Weltmeister von 1990, Pierre Littbarski, zwei Tore erzielte, es waren die beiden einzigen Tore für die Berliner. Die Spieler an der Seite von Gebauer konnten fünf Treffer feiern, so endete das Spiel 5:2 im Essener Uhlenkrugstadion und der Duisburger Nachwuchs gewann die Meisterschaft.
Gebauer schaffte aus der Jugend den Sprung in den Kader des Profiteams das MSV. Für die Zebras gab er sein Debüt in der Bundesliga am letzten Spieltag der Saison 1980/81 bei der 0:2-Niederlage gegen den VfB Stuttgart. Trainer Friedhelm Wenzlaff gab dem jungen Abwehrspieler die Möglichkeit, sein Können über 90 Minuten zu zeigen. In der Folgesaison absolvierte Gebauer seine nächsten sechs Einsätze in der Bundesliga. Der 21-Jährige konnte sich allerdings nicht dauerhaft gegen Mitspieler wie Bernard Dietz, Frank Saborowski, Herbert Büssers und Peter Fenten durchsetzen. So wechselte er nach seiner zweiten Bundesligasaison zum 1. FC Bocholt. Mit Bocholt spielte er die nächsten beiden Jahre in der Oberliga Nordrhein. Nach einem zweiten Tabellenplatz im ersten Jahr, konnte in seinem zweiten Jahr in Bocholt, der Saison 1983/84, unter Trainer Rolf Müller und Mitspielern wie Michael Tönnies, Paul Holz und Friedhelm Schütte mit sechs Punkten Vorsprung die Meisterschaft gefeiert werden. In der folgenden Aufstiegsrunde wurde der Aufstieg von Bocholt in die 2. Bundesliga verpasst. Gebauer wechselte zu Schwarz-Weiß Essen und spielte weiterhin in der Oberliga.

### Nationalmannschaft
Für die deutsche U-21-Nationalmannschaft absolvierte Gebauer 1980 zwei Spiele.